# Kłodzko Główne
Kłodzko Główne – największa stacja kolejowa w Kłodzku, tracąca obecnie na znaczeniu jako węzeł linii Wrocław – Międzylesie i Kłodzko Główne – Wałbrzych Miasto (kursują stąd również pociągi do Kudowy-Zdroju i komunikacja zastępcza do Stronia Śląskiego), ze sporym ruchem towarowym. Według klasyfikacji PKP ma kategorię dworca regionalnego. Stacja ta została otwarta 21 września 1874 r., do roku 1993 przy stacji działała lokomotywownia.
W latach 2012–2013 przeprowadzono kosztem niespełna 4 mln zł gruntowny remont dworca, inwestycja została sfinansowana z budżetu państwa i środków własnych PKP SA. Uroczyste otwarcie kompleksowo wyremontowanego dworca miało miejsce 25 kwietnia 2013. W sierpniu 2017 podpisano umowę na kompleksową modernizację stacji.

## Ruch pasażerski
| Rok  | Wymiana pasażerska na dobę |
| ---- | -------------------------- |
| 2017 | 500-699                    |
| 2022 | 300-499                    |

## Galeria

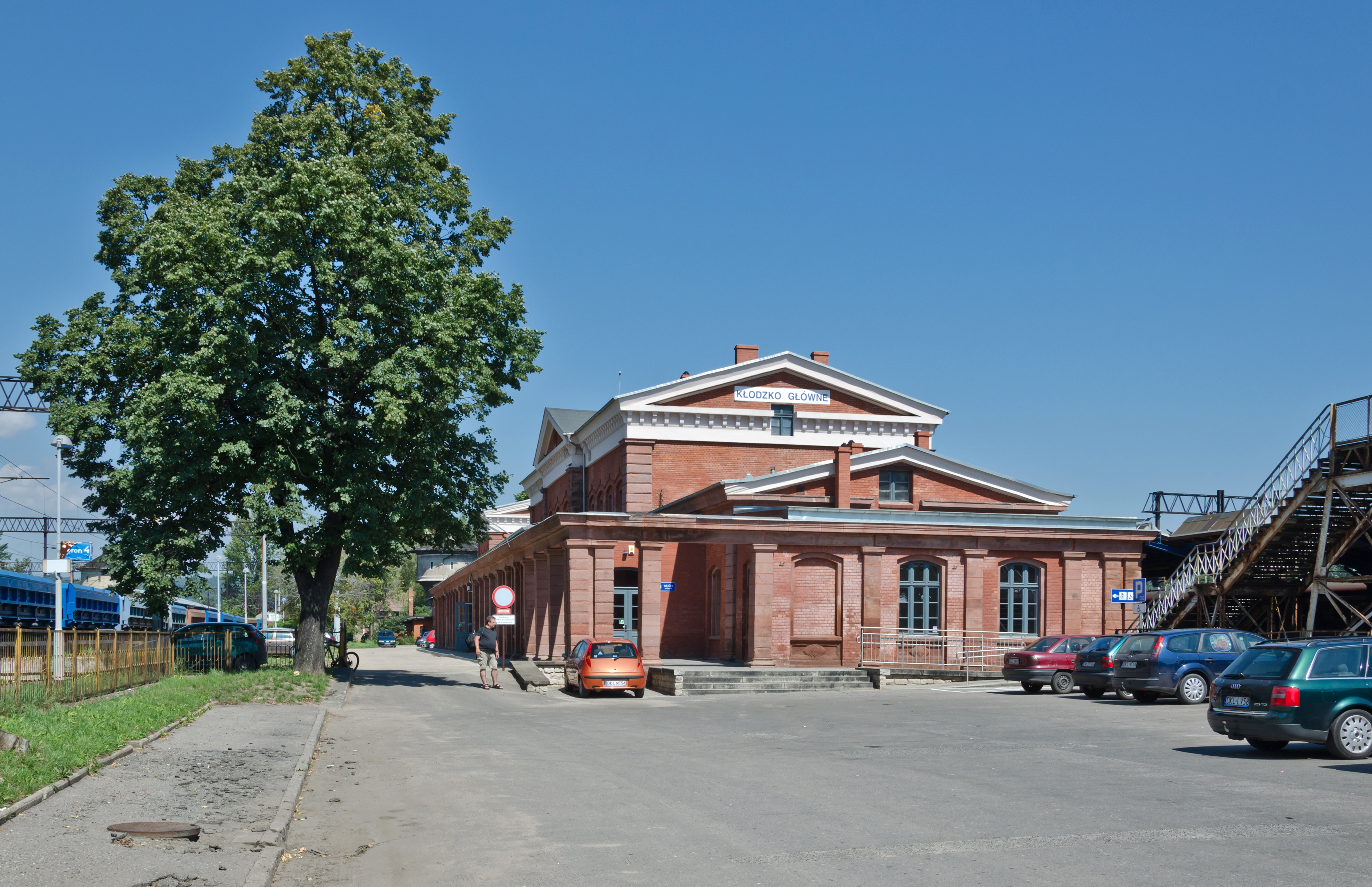
Widok od ul. Dworcowej
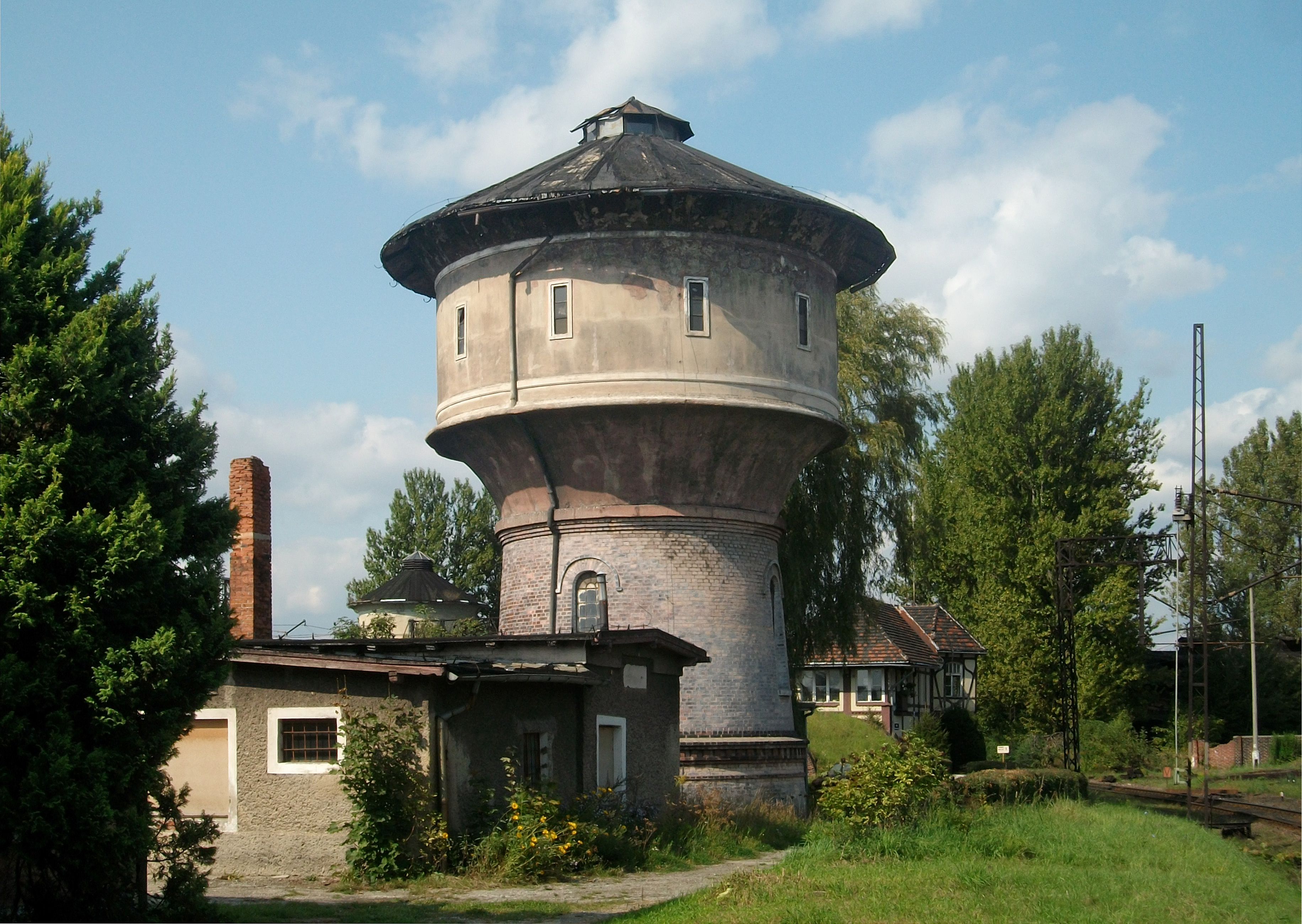
Wieża ciśnień nr 2
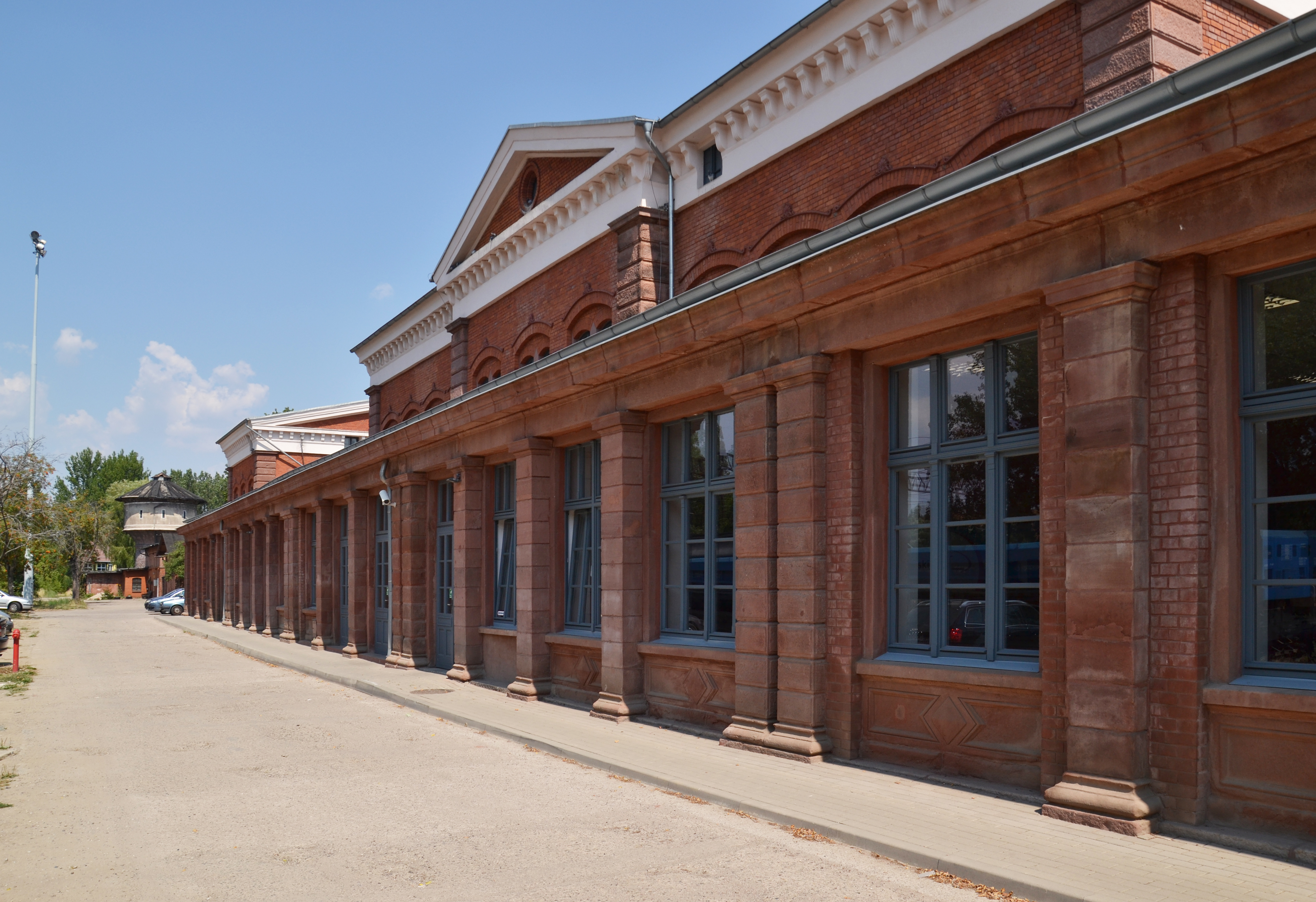
Dworzec od strony miasta
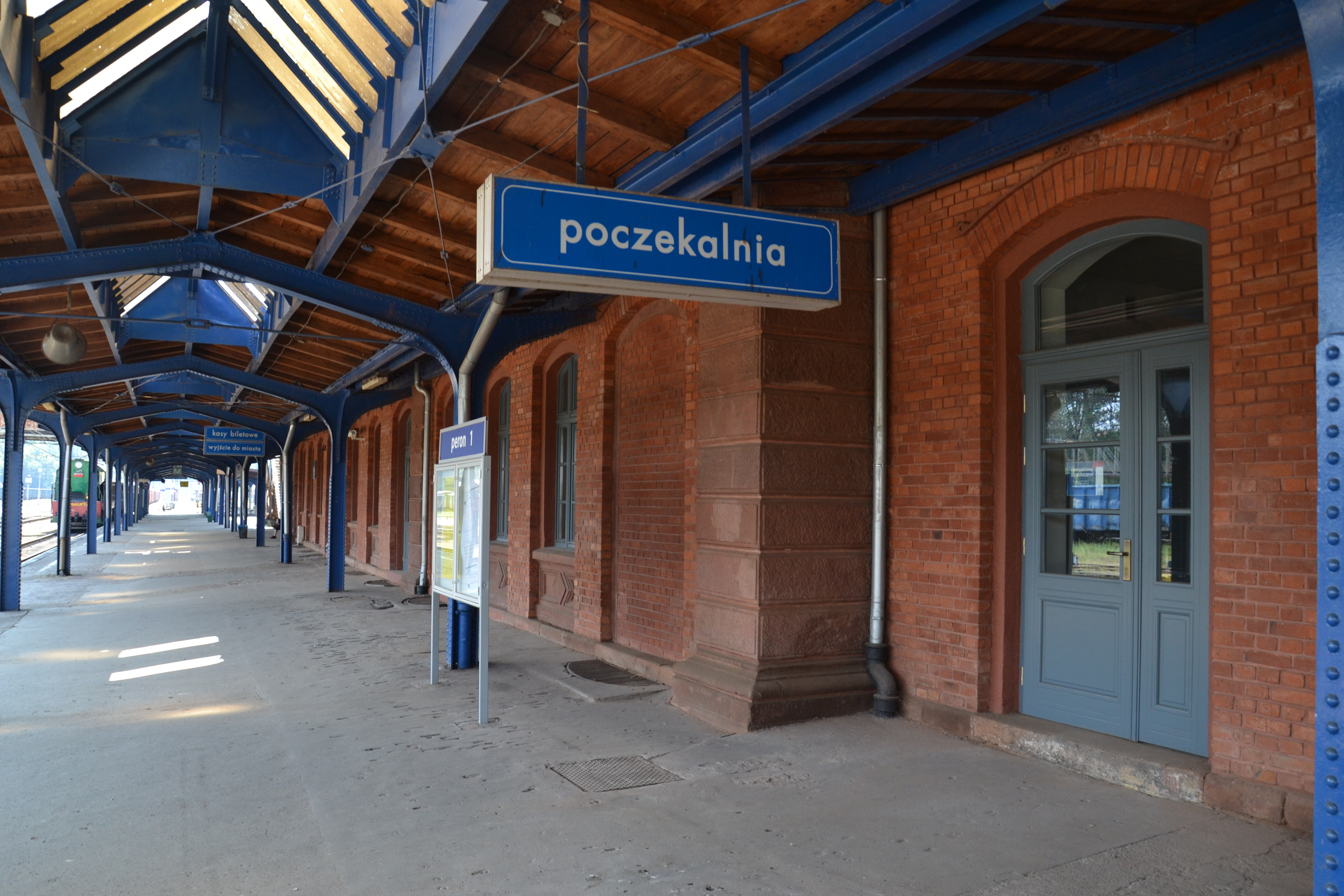
Wejście do poczekalni
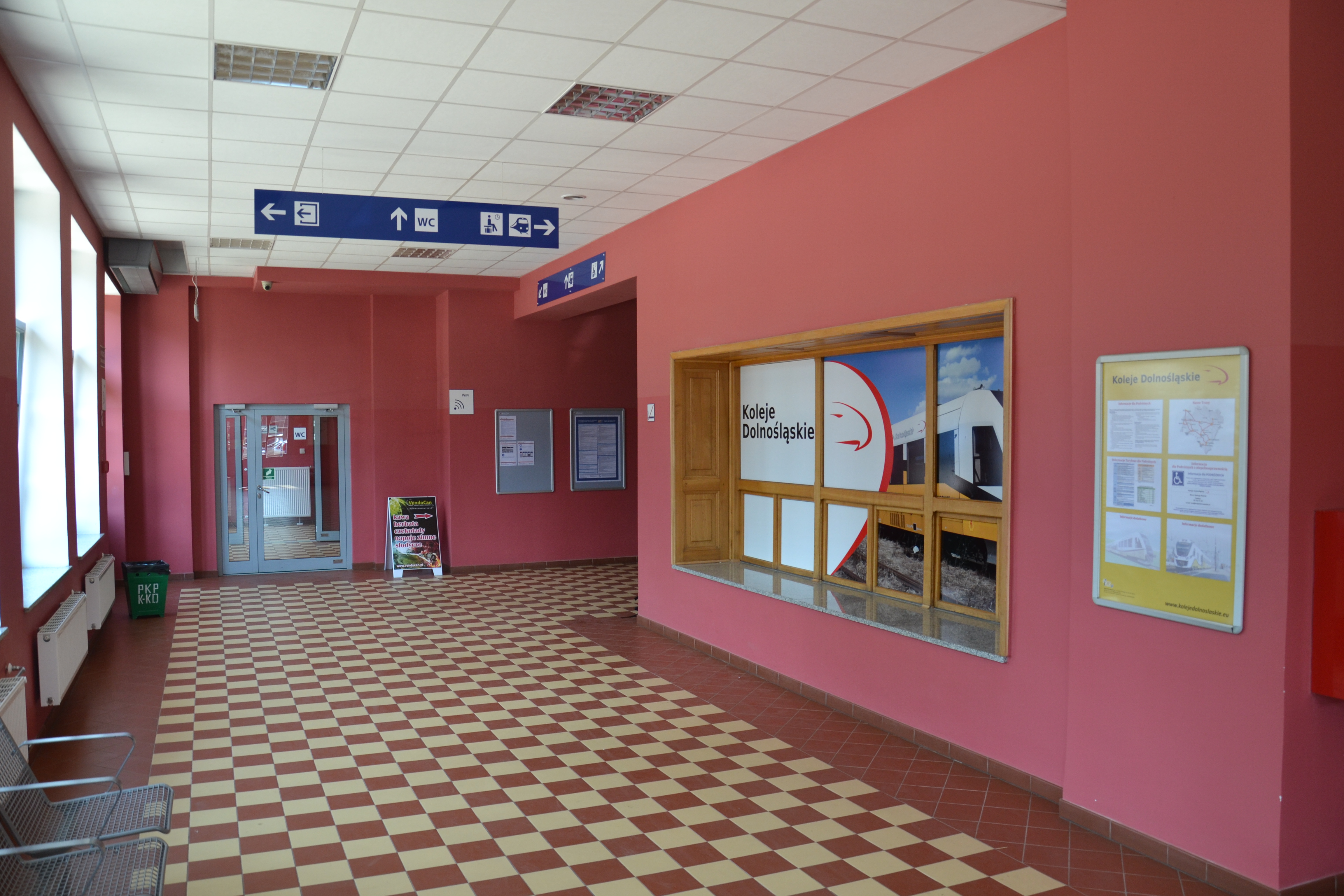
Wnętrze dworca
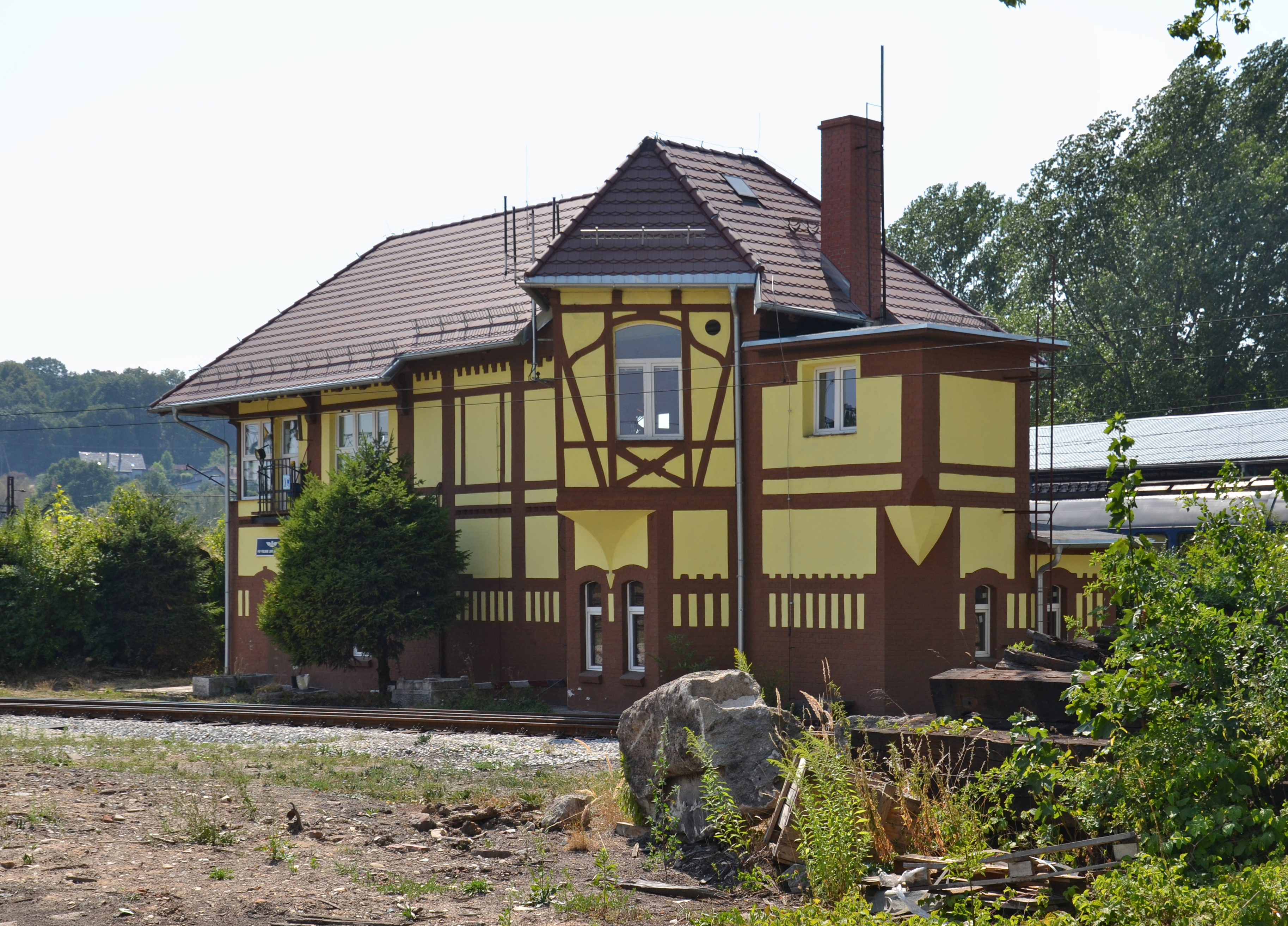
Nastawnia dysponująca KG